# Simon Baron-Cohen

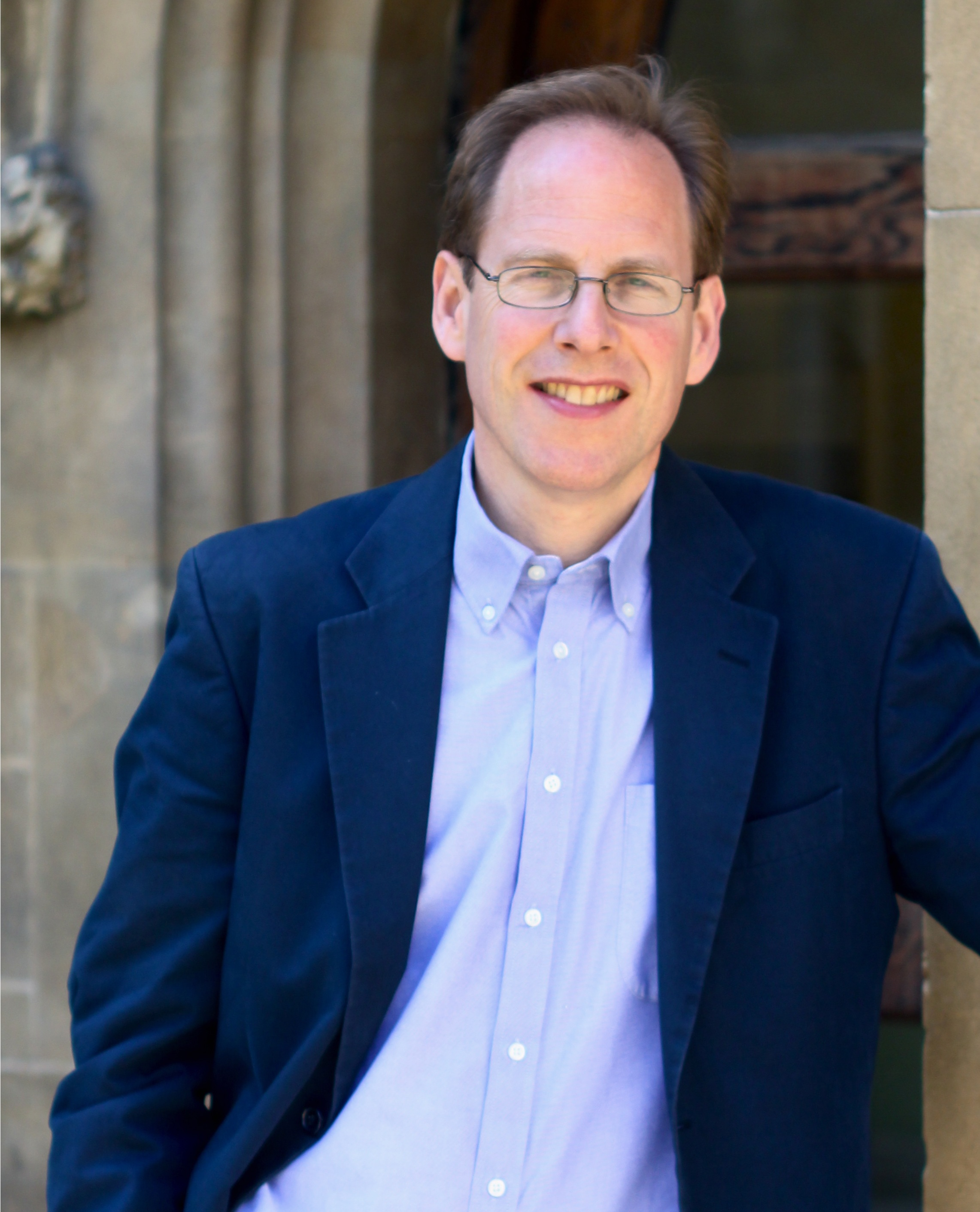
Simon Baron-Cohen

Simon Philip Baron-Cohen (* 15. August 1958) ist ein britischer klinischer Psychologe und der Direktor des Autismus-Forschungszentrums (ARC) in Cambridge (Großbritannien).

## Leben
Baron-Cohen studierte 1978 bis 1981 Medizin am New College in Oxford. 1982 bis 1985 führte er seine Studien am University College London fort und promovierte dort in klinischer Psychologie. Heute ist er Professor für Entwicklungspsychopathologie in den Abteilungen für Psychiatrie und experimentelle Psychologie am Trinity College der Universität Cambridge und Direktor am dortigen Zentrum für Autismusstudien. Seit 2009 ist er Mitglied der British Academy.
Simon Baron-Cohen ist der Cousin des Komikers Sacha Baron Cohen.

## Arbeit
Bekannt wurde Baron-Cohen für seine Theorien zur Entstehung von Autismus.
Ab Mitte der 1980er Jahre entwickelte er die Mind-Blindness-Hypothese und führte Studien zur Theory of Mind bei Autismus durch.
Seine "extreme male brain theory" besagt, dass Autisten ein extrem ausgeprägt männliches Gehirn haben. Dieses Faktum sei laut der Theorie von Baron-Cohen durch einen hohen Testosteronspiegel im Mutterleib verursacht. Seine Mitarbeiter und er untersuchten bei 58 schwangeren Frauen den Testosteronspiegel im Mutterleib. Solche Kinder, die im Mutterleib einem erhöhten Testosteronspiegel ausgesetzt waren, zeichneten sich später gegenüber normalen Kindern durch einen kleineren, aber qualitativ höheren Wortschatz und selteneren Blickkontakt aus. Im Alter von vier Jahren waren diese Kinder weniger sozial entwickelt. Dem zugrunde liegt Baron-Cohens empathizing-systemizing theory (E-S). Diese besagt, dass sich das Gehirn von Kindern, die im Mutterleib einem erhöhten Testosteronspiegel ausgesetzt waren, in Richtung zu einer verbesserten Fähigkeit entwickele, Muster zu sehen und Systeme zu analysieren.
Außerdem entwickelte Baron-Cohen den Autismusquotienten (AQ), der Auskunft über die Ausprägung von Autismus bei Erwachsenen gibt.
Mit einem Experiment untersuchte Baron-Cohen angeborene Geschlechterunterschiede: Neugeborenen auf einer Säuglingsstation zeigte er einmal das lächelnde Gesicht einer Mitarbeiterin Cohens, ein anderes Mal ein unbelebtes Mobile. Die männlichen Neugeborenen schauten im Durchschnitt 52 Prozent der Zeit auf das Mobile, bei den Mädchen waren es nur 41 Prozent.
Baron-Cohen sieht auch beim Erwachsenen die Empathie der Gruppe der Frauen stärker zugeordnet, Männer hingegen scoren stärker in der von ihm so benannten Systematisierungsfähigkeit:

„Die grundlegende Verschaltung des idealtypisch weiblichen Gehirns begünstigt empathische Analysen, während im männlichen Gehirn die Netzwerke für das Verstehen und Bauen von Systemen die Fundamente bilden.“

## Veröffentlichungen (Auswahl)
Als Autor
- Mindblindness. An essay on autism and theory of mind (Learning, Development and Conceptual change series). MIT-Press, Cambridge 1997, ISBN 0-262-52225-X.
- Vom ersten Tag an anders. Das weibliche und das männliche Gehirn. Patmos 2004, ISBN 978-3-530-42174-3.
  - Taschenbuchausgabe: Frauen denken anders, Männer auch. Wie das Geschlecht ins Gehirn kommt. Heyne, München 2009, ISBN 978-3-453-60115-4.
  - Originaltitel: The Essential Difference. Men, women and the extreme male brain. Penguin/Basic Books, 2003, ISBN 978-0-7139-9671-5.
- Autism and Asperger Syndrome. The Facts. OUP, Oxford 2008, ISBN 0-19-262327-3.
- Zero Degrees of Empathy. The new theory of human cruelty. Allen Lane, London 2011, ISBN 978-0-7139-9791-0.
- The Pattern Seekers : A New Theory of Human Invention. Allen Lane, London 2020, ISBN 978-0-241-24218-6.

Als Herausgeber
- Understanding other minds. Perspectives from autism OUP, Oxford 1997, ISBN 0-19-262056-8.